# Theron R. Strong
Theron Rudd Strong (* 7. November 1802 in Salisbury, Connecticut; † 14. Mai 1873 in New York City) war ein US-amerikanischer Jurist und Politiker. Zwischen 1839 und 1841 vertrat er den Bundesstaat New York im US-Repräsentantenhaus. Der Kongressabgeordnete William Strong war sein Cousin.

## Werdegang
Theron Rudd Strong besuchte Gemeinschaftsschulen. Er studierte Jura an der Litchfield Law School. Nach dem Erhalt seiner Zulassung als Anwalt 1821 begann er in Palmyra im Wayne County zu praktizieren. Er war mehrere Jahre lang Master und Examiner am New York Court of Chancery. Ferner hielt er mehrere lokale Ämter. Er war von 1835 bis 1839 Bezirksstaatsanwalt im Wayne County.
Politisch gehörte er der Demokratischen Partei an. Bei den Kongresswahlen des Jahres 1838 für den 26. Kongress wurde Strong im 25. Wahlbezirk von New York in das US-Repräsentantenhaus in Washington, D.C. gewählt, wo er am 4. März 1839 die Nachfolge von Samuel Birdsall antrat. Er schied nach dem 3. März 1841 aus dem Kongress aus.
1842 saß er in der New York State Assembly. Er war zwischen 1851 und 1859 beisitzender Richter am New York Supreme Court und 1859 Richter am Berufungsgericht von New York. 1860 zog er nach Rochester, wo er wieder seine Tätigkeit als Anwalt aufnahm. Strong kehrte 1867 nach New York City zurück. Er war bis zu seinem Tod am 14. Mai 1873 weiter als Anwalt tätig. Zu jenem Zeitpunkt war der Bürgerkrieg ungefähr acht Jahre zu Ende. Sein Leichnam wurde auf dem Mount Hope Cemetery in Rochester beigesetzt.